# Port-Bail-sur-Mer
Port-Bail-sur-Mer is een fusiegemeente (commune nouvelle) in het Franse departement Manche (regio Normandië). De plaats maakt deel uit van het arrondissement Cherbourg. Port-Bail-sur-Mer is op 1 januari 2019 ontstaan door de fusie van de gemeenten Denneville, Portbail en Saint-Lô-d'Ourville. De gemeente telde 2.522 inwoners op 1 januari 2022.

## Geografie
De oppervlakte van Port-Bail-sur-Mer bedraagt 38,50 vierkante kilometer; Op 1 januari 2022 was de bevolkingsdichtheid 65,5 inwoners per km².

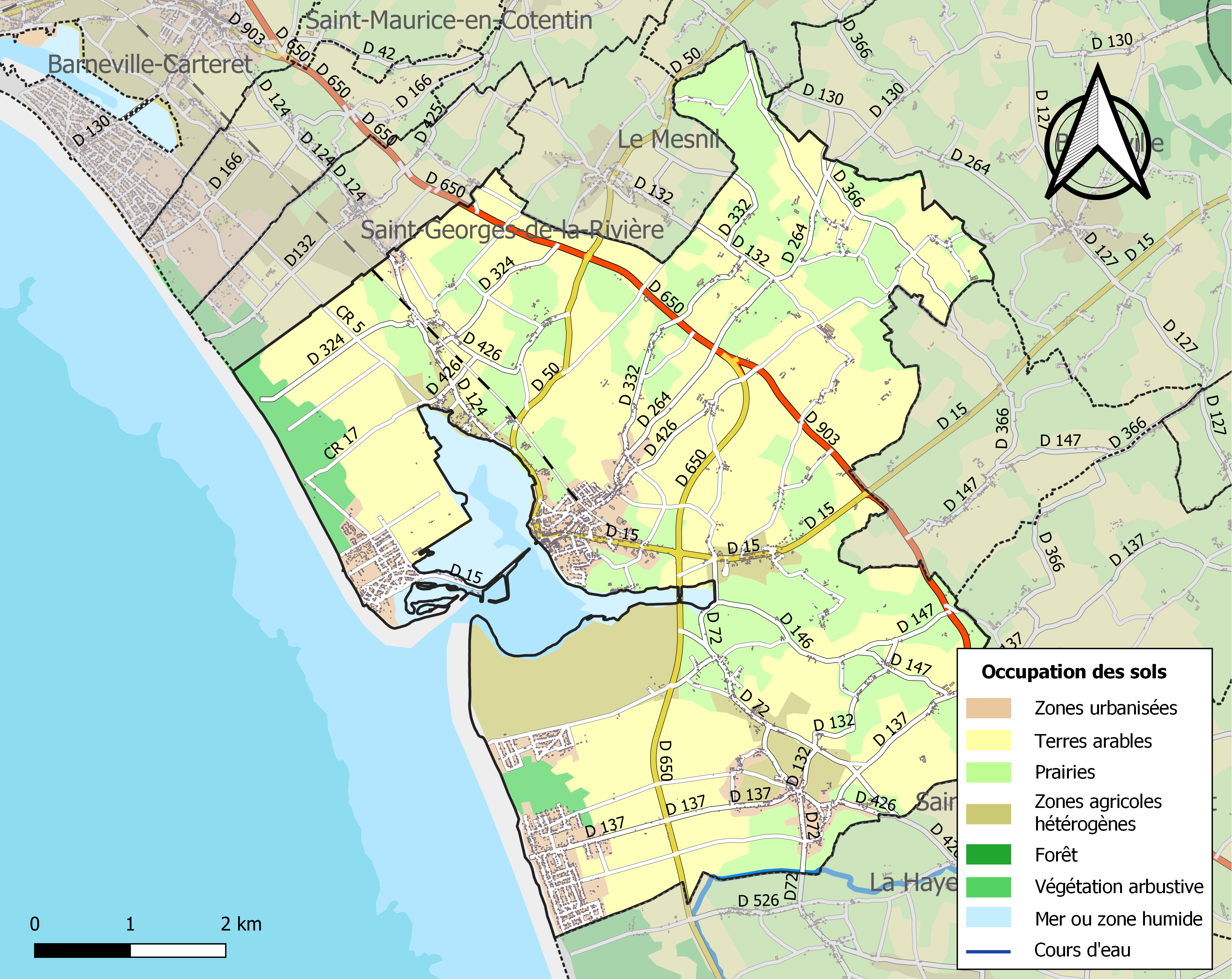
Kaart van de gemeente met de belangrijkste infrastructuur, bodemgebruik en omliggende gemeenten

Barneville-Carteret · Baubigny · Benoîtville · Bricquebosq · Fierville-les-Mines · Flamanville · Grosville · La Haye-d'Ectot · Héauville · Helleville · Le Mesnil · Les Moitiers-d'Allonne · Pierreville · Les Pieux · Port-Bail-sur-Mer · Le Rozel · Saint-Christophe-du-Foc · Saint-Georges-de-la-Rivière · Saint-Germain-le-Gaillard · Saint-Jean-de-la-Rivière · Saint-Maurice-en-Cotentin · Saint-Pierre-d'Arthéglise · Sénoville · Siouville-Hague · Sortosville-en-Beaumont · Sotteville · Surtainville · Tréauville